# Cremenea (okręg Mehedinți)
Cremenea – wieś w Rumunii, w okręgu Mehedinți, w gminie Tâmna. W 2011 roku liczyła 225 mieszkańców.